# التخفيف من كورونا
تم نشر برنامج دعم الأعمال لبرنامج الحد من فيروس كورونا (CAPBuSS) في غانا في 19 مايو 2020 من قبل الرئيسة نانا أكوفو-أدو. تم تصميمها كجزء من نية حكومة غانا لتقديم الدعم للمشروعات الصغرى والصغيره والوسطى الذين تضرروا بوباء Covid-19.   تم نشرها من قبل وكالة تابعه لوزارة التجارة والصناعة في غانا تدعى NBSSI.  أعلن الرئيس عن GH 1 مليار بعد ان وافق عليه برلمان غانا.  

## التصنيفات
يقال إن الصندوق مقسم إلى قرضين بسعر فائده 3٪ ويستحق الدفع في غضون سنتين.
- كان Anidaso Soft Loan مخصصًا للشركات الأكبر من الشركات الصغيرة
- كان Adom Micro Loan مخصصًا للمؤسسات الصغيرة جدًا.[9]

## خلق فرص العمل
وفقًا للمدير التنفيذي لـ NBSSI ، تم إنشاء أكثر من 21,800 فرصة عمل في إطار هذا المخطط والتي كانت مملوكة بشكل أساسي للشباب في غانا.